# ライク・マインズ
『ライク・マインズ』（Like Minds）は、アメリカ合衆国のジャズ・ヴィブラフォン奏者、ゲイリー・バートンがチック・コリア、パット・メセニー、ロイ・ヘインズ、デイヴ・ホランドと連名で1997年に録音・1998年に発表したスタジオ・アルバム。

## 背景
参加メンバーのうちデイヴ・ホランドは、本作でバートンと初共演し、また、チック・コリアとパット・メセニーがレコーディングで共演したのも、本作が初めてである。メセニー作の「イルシデイション」とコリア作の「フューチャーズ」は、バートンの依頼により作られた新曲で、タイトル曲はバートンがコリアとの日本ツアー中に作った曲である。

## 反響・評価
アメリカでは『ビルボード』のジャズ・アルバム・チャートで5位に達した。第42回グラミー賞では、本作が最優秀ジャズ・インストゥルメンタル・パフォーマンス賞（個人またはグループ）を受賞し、収録曲「ストレイト・アップ・アンド・ダウン」は最優秀ジャズ・インストゥルメンタル・ソロ賞にノミネートされた。
スコット・ヤナウはオールミュージックにおいて5点満点中4.5点を付け「現代的なストレート・アヘッド・ジャズで、ソロは簡潔でリズム・セクションは極めて引き締まっている。実際、定期的に活動を続けてきたバンドのように聴こえる」と評している。また、『CDジャーナル』のミニ・レビューでは「スターたちが展開する"正統なジャズ"とその爽やかさに感動した。ヘインズとホランドの端正なサポートが渋い」と評されている。

## 収録曲
特記なき楽曲はパット・メセニー作曲。
1. クエスチョン・アンド・アンサー - "Question and Answer" - 6:23
2. イルシデイション - "Elucidation" - 5:21
3. ウィンドウズ - "Windows" (Chick Corea) - 6:17
4. フューチャーズ - "Futures" (C. Corea) - 10:41
5. ライク・マインズ - "Like Minds" (Gary Burton) - 5:50
6. カントリー・ローズ - "Country Roads" (G. Burton) - 6:26
7. ティアーズ・オブ・レイン - "Tears of Rain" - 6:33
8. スーン - "Soon" (George Gershwin) - 6:24
9. フォー・ア・サウザンド・イヤーズ - "For a Thousand Years" - 5:23
10. ストレイト・アップ・アンド・ダウン - "Straight Up and Down" (C. Corea) - 9:01

## 参加ミュージシャン
- ゲイリー・バートン - ヴィブラフォン
- チック・コリア - ピアノ
- パット・メセニー - ギター、ギターシンセサイザー
- デイヴ・ホランド - ベース
- ロイ・ヘインズ - ドラムス